# Autoritatea Aeronautică Civilă a Republicii Moldova
Autoritatea Aeronautică Civilă a Republicii Moldova (abreviat AAC) este organul central specializat, executiv, de coordonare și control al Administrației Publice în domeniul aviației civile, administrat de Guvernul Republicii Moldova. Administrația ia decizii cu caracter administrativ, aprobă reglementări, norme, instrucțiuni și alte acte normative obligatorii pentru persoanele fizice și juridice care își desfășoară activitatea în domeniul aviației civile.
Sediul agenției se află la Chișinău. Anterior a fost denumită Administrația de Stat a Aviației Civile a Republicii Moldova.
AAC este responsabilă pentru următoarele:
- Eliberarea autorizațiilor pentru executarea zborurilor programate și neprogramate;
- Redactarea și implementarea acordurilor internaționale în domeniul aviației civile;
- Controlul, eliberarea, validarea, suspendarea și revocarea certificatelor de navigabilitate ale aeronavei și ale altor tehnici aeronautice;
- Certificarea și monitorizarea funcționării aerodromurilor (aeroporturilor) și a altor servicii, precum și a sistemelor terestre;
- Efectuarea investigațiilor în caz de accidente și incidente petrecute pe teritoriul Republicii Moldova (RM) și participarea la astfel de investigații în alte state, în cazul în care aeronava este înregistrată în RM;
- Redactarea, coordonarea și implementarea programului național de securitate aeronautică;

De asemenea, eliberează, validareză, suspendează și revocă documentelor de certificare ale personalului aeronautic, a certificatelor de operator aerian (autorizații), a certificatelor de agent aeronautic (autorizații), a autorizației de funcționare a unei rute aeriene, a documentelor de certificare a mijloacelor tehnice utilizate în domeniul civil aviație.
Moldova nu are propria agenție specială de investigații tehnice privind accidentele aeriene. Autoritățile pot forma un comitet ad hoc sau, dacă este cazul, pot permite unei agenții străine de investigare a accidentelor.